# Oliver Lodge
Oliver Joseph Lodge (Penkhull, 12 de junho de 1851 — 22 de agosto de 1940) foi um físico e escritor inglês.

## Biografia
Foi um dos pioneiros da telegrafia sem fio e do rádio. Em suas palestras na Royal Institution ("O Trabalho de Hertz e alguns de seus sucessores") cunhou o termo "coesor" e obteve a patente de "sintonização" do Escritório de Patentes dos Estados Unidos.
Educado na Adams' Grammar School, Oliver Lodge obteve o grau de bacharel em Ciências pela Universidade de Londres em 1875. Foi designado professor de Física e Matemática do University College, em Liverpool, em 1881, vindo a receber o grau de Doutor em Ciências em 1887.
Em 1900 mudou-se de Liverpool retornando às Midlands, tornando-se o primeiro reitor da nova Universidade de Birmingham, lá permanecendo até à sua aposentadoria em 1919, supervisionando o início da mudança da Edmund Street no centro da cidade para o atual campus em Edgbaston. Oliver Lodge recebeu a Medalha Rumford da Royal Society em 1898 e foi nomeado cavaleiro pelo Rei Eduardo VII em 1902.

## Obra
Oliver Lodge foi mais notável pelo seu trabalho relacionado a telegrafia sem fio, rádio, relâmpagos, vida após a morte e o éter, que tinha sido postulado como o meio que preenchia todo o espaço e por onde as ondas se transmitiam. Ele transmitiu sinais de rádio em 14 de agosto de 1894 em um encontro da Associação Britânica para o Avanço da Ciência na Universidade de Oxford, um ano antes de Guglielmo Marconi, mas um ano após Nikola Tesla.
Melhorou o detetor coesor de ondas de rádio de Édouard Branly, acrescentando a ele um "vibrador" que deslocava a limalha acumulada, restaurando assim a sensibilidade do aparelho.
Fez outras pesquisas científicas sobre os relâmpagos, a fonte da força eletromotiva na célula voltaica, a eletrólise e a aplicação da eletricidade para dispersar neblina e fumaça. Também deu uma contribuição significativa aos motores quando inventou a vela de ignição para o motor de combustão interna. Mais tarde, dois de seus filhos desenvolveram suas idéias e fundaram a Lodge Plug Company.
O cientista também foi um grande defensor da existência da vida após a morte e é lembrado pelos seus estudos sobre o tema. Iniciou-os estudando fenômenos físicos (principalmente a telepatia) no final da década de 1880. Entre 1901 e 1903, serviu como presidente da Society for Psychical Research, importante organização de pesquisa parapsicológica. Após a morte de seu filho, Raymond, em 1915, na Primeira Guerra Mundial, Oliver Lodge visitou vários médiuns e escreveu sobre a experiência em diversos livros, incluindo "Raymond, or Life and Death" (1916), que se tornou um best-seller à época. Ao todo, escreveu mais de quarenta livros sobre a vida após a morte, o éter, relatividade e a teoria eletromagnética.
Oliver Lodge teve doze filhos, seis meninos e seis meninas. Quatro de seus filhos iniciaram negócios com base em suas invenções. Seus filhos Brodie e Alex criaram a Lodge Plug Company, que produziu velas de ignição para carros e aviões. Lionel e Noel criaram uma empresa que produzia uma máquina para limpar a fumaça das fábricas. Além de inventar a vela de ignição e o telégrafo sem fio, Oliver Lodge também inventou o alto-falante, o tubo de vácuo (válvula electrónica) e o sintonizador variável.
Os escritos de Oliver Lodge foram divididos após a sua morte. Alguns foram depositados nas universidades de Birmingham e Liverpool e outros no Instituto de Pesquisas Psíquicas da Universidade de Londres, a maior parte de sua correspondência científica indo parar no University College em Londres.

## Publicações selecionadas
- Lodge, Oliver Joseph, "The Work of Hertz and Some of His Successors" (O Trabalho de Hertz e Alguns de Seus Sucessores), 1894.
- Lodge, Oliver Joseph, "Electric Theory of Matter" (Teoria Eletrônica da Matéria), Harper Magazine, 1904.
- Lodge, Oliver Joseph, "The Ether of Space" (O Éter do Espaço), 1910. ISBN 1-4021-8302-X (brochura), ISBN 1-4021-1766-3 (capa dura)
- Lodge, Oliver Joseph, "Ether and Reality" (Éter e Realidade), 1925. ISBN 0-7661-7865-X
- Lodge, Oliver Joseph, "Ether" (Éter), Encyclopædia Britannica ("Enciclopédia Britânica"), Décima Terceira Edição (1926).
- Lodge, Oliver Joseph, "Past Years: An Autobiography" (Anos Passados: Uma Autobiografia). Charles Scribner's Sons, 1932.
- Lodge, Oliver Joseph, e Paul Tice, "Reason and Belief" (Razão e Crença). Book Tree, February 2000. ISBN 1-58509-226-6